# Gigi D'Agostino (album)
Gigi D'Agostino es el primer álbum de estudio del DJ y compositor italiano Gigi D'Agostino. Se compone de 19 pistas musicales creadas por este DJ. No contiene ninguna colaboración con otros artistas musicales.

## Contenido
El álbum contiene 19 pistas musicales todas creadas por Gigi D'Agostino sin colaboración con ningún otro artista musical. Todas las canciones provienen del álbum y no han sido reversionadas en ninguna otra producción de Gigi D'Agostino.

## Canciones
Aquí hay una lista de las 19 canciones que conforman el álbum.
| N.º   | Título                  | Duración |
| ----- | ----------------------- | -------- |
| 1     | Gigi D'Agostino         | 2:22     |
| 2     | Emotions                | 4:02     |
| 3     | Before                  | 4:06     |
| 4     | Angel's Simphony        | 4:55     |
| 5     | Sweetly                 | 6:07     |
| 6     | Love & Melody           | 2:38     |
| 7     | My Dream                | 4:16     |
| 8     | Strange                 | 3:09     |
| 9     | Purezza                 | 4:21     |
| 10    | Fly                     | 4:45     |
| 11    | Elektro Message         | 2:30     |
| 12    | Singin'                 | 4:17     |
| 13    | Free                    | 4:24     |
| 14    | Gigi's Violin           | 2:53     |
| 15    | Another Theme           | 5:08     |
| 16    | Special Track           | 3:18     |
| 17    | Melody Voyager          | 2:56     |
| 18    | Harmonic                | 2:23     |
| 19    | Song For My Future Wife | 3:30     |
| Total | Total                   | 72:00    |

- Datos: Q834029